# Good Deeds and Dirty Rags
Good Deeds and Dirty Rags es el álbum debut de la banda de rock escocesa Goodbye Mr. Mackenzie. Fue publicado en el Reino Unido en 1989 y, por tanto, de la misma época como un número de otras bandas de Escocia como Deacon Blue, Hue and Cry y Danny Wilson.
El LP original (vinilo) fue publicado con un acompañamiento de 12" único.

## Lista de canciones
"Todas las pistas fueron producidas por Kelly / Metcalfe, excepto las que no están indicadas".
1. "Open Your Arms"
2. "Wake It Up" (Kelly/Metcalfe/Baldwin)
3. "His Masters Voice"
4. "Goodwill City"
5. "Candlestick Park"
6. "Goodbye Mr Mackenzie"
7. "The Rattler"
8. "Dust"
9. "You Generous Thing You" (Kelly/Metcalfe/Scobie)
10. "Good Deeds" (Kelly/Metcalfe/Badlwin/Scobie)

CD bonus tracks
1. "Amsterdam"
2. "Calton Hill"
3. "Secrets"
4. "Knockin' on Joe" (Nick Cave)

LP bonus tracks (on bonus 12")
1. "Strangle"
2. "Extended Strangle"
3. "Secrets (Live)" 2
4. "Green Turned Red (Live)" 2

2Grabado en vivo por Radio Clyde en el Pavilion Theatre, Glasgow el 23 de noviembre de 1998.
- Datos: Q5582523